# Vertikální myšlení
Vertikální myšlení je způsob myšlení, jehož základem je používání osvědčených postupů k řešení problémů. Lidé postupují metodicky a dle předem vyzkoušených kroků, které jsou důkladně promyšlené. Etapy myšlení na sebe logicky navazují a ve svém provedení se neodchylují od nejpřímější cesty k úspěchu. Je to vysoce pravděpodobnostní myšlení. Pokud bychom jej využívali v každodenním životě neustále, museli bychom obezřetně analyzovat každou situaci a nebrat nic na lehkou váhu. Vertikální myšlení je považováno za tradiční myšlení a jeho použitím bychom měli dosáhnout našich cílů pomocí příslušné a jediné "správné" cesty. Toto myšlení je převážně využíváno v medicíně, jelikož tradiční praktiky jsou již zažité a málokdy se obměňují. Pokud je potřeba jakákoli standardizace či stanovení pravidel, je využíváno toto myšlení. Naopak obměňování a inovace pravidel vyžaduje zejména myšlení laterální.

## Vertikální vs. laterální myšlení
Jako opak vertikálního myšlení je považováno myšlení laterální. Koncept tohoto myšlení vytvořil a rozvedl během 70. let psycholog a Edward de Bono zabývající se především kognitivní vědou.  Laterální myšlení je na rozdíl od vertikálního založeno na kreativitě a hledání inovativních způsobů jak řešit problémy. Toto myšlení bere již existující vzory a snaží se je proměnit.  Oproti vertikálnímu myšlení nestojí na jedné správné odpovědi, ale poskytuje více možností, které současně všechny přispívají na cestě za správným cílem. Mezi hlavní rozdíly mezi těmito dvěma způsoby patří:

### Vertikální
- strach ze špatných odpovědí – vždy se drží známých postupů
- upravuje a vylepšuje již existující vzory řešení problémů
- je spojováno spíše s vědeckými disciplínami
- oceňuje spíše hloubku znalostí
- hlavním tahounem je logika a linearita (jdou jedním, dle nich správným směrem)

### Laterální
- odvaha zkoušet nová řešení a nemít strach z neúspěchu
- hledání odpovědí i mimo relevantní okruhy (opak linearity)
- cení si spíše komplexnosti a šíře znalostí, širokého povědomí
- hojně využívá imaginaci
- má výhody pro vůdcovské pozice (schopnost adaptace, hledat řešení i mimo zažité normy)

Dle de Bona je vertikální myšlením základem vzdělání, jelikož laterální myšlení se vždy zdálo jako složitý způsob, jak se snažit učit děti ve školách. Pomocí vertikálního myšlení se vždy můžeme opřít o předchozí etapu myšlení, jelikož je díky přesnému plánování bez pochyby správná. Tomuto oponuje laterální myšlení, jehož etapy na sebe nemusí nutně navazovat, jelikož některé problémy nejde vyřešit tradiční cestou.
V minulosti se myšlení dělilo také z pohledu dvou hemisfér mozku, v každé z nichž se odehrávají odlišné procesy. V levé hemisféře se nachází myšlení vertikální. Tam jsou uloženy analytické a verbální myšlenkové procesy. V pravé hemisféře je naopak myšlení laterální a nachází se tam intuice či vizuální myšlenkové procesy. Během dne běžně přeskakujeme z jedné hemisféry na druhou. Nyní už však díky mnohým studiím víme, že funkce jsou v mozku rozmístěny poměrně rovnoměrně a že v žádném mozku nedochází k vědomé preferenci jedné z hemisfér. Tyto preference jsou subjektivní. Můžeme tvrdit, že jeden člověk jedná na základě emocí a druhý zase spíše podle svého rozumu, není to však dílem toho, že by jejich mozek projevoval náklonnost jedné z hemisfér.

## Zlatý střed
Vertikální myšlení je základem veškerého vědění, základem našeho vzdělání. Avšak po průmyslové revoluci lidstvo začalo být zahlcováno nespočtem informací, které už nemohou pojmout pouze vertikálně. Začal být kladen důraz i na význam myšlení laterálního a také jeho přínos v rozvoji všech věd. Nejde však o to začít nyní upřednostňovat myšlení osvobozeno od zažitých norem. Je třeba začít využívat laterální myšlení ve prospěch vertikálního. Snažit se implementovat jeho rozvoj již ve vzdělávání. Oba tyto způsoby jsou obecnými nastaveními mysli. To znamená, že mohou být pomocí určitých specifických materiálů a cvičení naučeny. Myšlení je provázané a je potřeba snažit se je využívat podle toho, co je v danou chvíli nejvhodnější a tímto vytvářet nové ideje ze starých známých pravd. Je to cesta k nejefektivnějšímu vývoji.